# Kōki Ogawa
Kōki Ogawa (航基 小川?, Ogawa Kōki; Yokohama, 8 agosto 1997) è un calciatore giapponese, attaccante del N.E.C. e della nazionale giapponese.

## Biografia
Suo fratello maggiore giocava a calcio, e sulla sua scia Kōki ha iniziato a familiarizzare con questo sport. Ha deciso di dedicarsi al professionismo grazie agli incoraggiamenti del padre, che si occupò anche del suo allenamento, ma anche per merito del supporto emotivo della madre. Ha giocato nella squadra del suo liceo, la Tokogakuen High School, tra le più rinomate della prefettura di Kanagawa. È sposato con Manami, dal loro matrimonio è nata una figlia, Yu.

## Caratteristiche tecniche
È un centravanti, destro, bravo nel smarcarsi inoltre vanta una buona corsa. Il suo stile di gioco risulta piuttosto essenziale, a volte anche non particolarmente raffinato, finalizzato soprattutto nel cercare il gol, abile nel posizionamento e nel tirare con entrambi i piedi, ma è altresì forte segnando anche di testa, inoltre calcia bene dal dischetto con un'ottima percentuale di successo, essendo infatti un bravo rigorista.

## Carriera

### Club

#### Júbilo Iwata e Mito HollyHock
Cresciuto nel settore giovanile del Júbilo Iwata, ha esordito in prima squadra il 6 aprile 2016 in occasione del match di Coppa J. League vinto 1-0 contro il Ventforet Kofu. Il 24 aprile 2017 segnerà la sua prima rete, nella Coppa del Giappone 2017, mettendo a segno tre gol nella partita che si concluderà per 3-1 contro l'FC Tokyo. Durante la Coppa dell'Imperatore dell'edizione 2018 giocherà nei quarti di finale contro il Vegalta Sendai segnando una rete, e la partita si concluderà per 1-1, ai rigori Ogawa metterà a segno una rete ma il Júbilo Iwata perderà per 4-3. Segnerà il suo primo gol in J1 League il 3 novembre 2018, con un rigore trasformato riuscirà a segnare il gol del 3-2 nella vittoria contro il Sanfrecce Hiroshima. La squadra lo cederà in prestito al Mito HollyHock nel 2019, nella J2 League, la seconda divisione del calcio nipponico, segnando la sua prima rete nel campionato con il gol del 3-1 ai danni del FC Ryūkyū; con la maglia della squadra ha segnato sette reti, l'ultima nella vittoria per 2-0 contro l'Ehime FC. Nel 2020 tornerà a giocare nel Júbilo Iwata che, come ultima in classifica nel campionato del 2019, è stata retrocessa in seconda divisione. Nell'edizione successiva del campionato segnerà per ben due volte una doppietta, prima nella vittoria per 2-0 contro il Montedio Yamagata e poi nella vittoria per 6-0 contro il Zweigen Kanazawa.

#### Yokohama FC e N.E.C.
Ogawa gioca ancora in seconda divisione con lo Yokohama FC, la squadra arriva al secondo posto, ottenendo la promozione in J1 League, Ogawa è stato determinante nella scalata della classifica, con 26 gol diventa il miglior marcatore del torneo, ha segnato una doppietta in ben sette partite, vincendo per 3-2 contro il Mito HollyHock , prevalendo per 2-1 sia contro il Montedio Yamagata che con il Vegalta Sendai, sconfiggendo lo United Chiba per 4-0 e il Roasso Kumamoto per 4-3, oltre che nel pareggio per 3-3 contro il Renofa Yamaguchi che nella sconfitta per 3-2 contro l'Oita Trinita.
Nel 2023 viene ceduto in prestito al N.E.C. nel campionato olandese, nella sua prima partita in Eredivisie segna un gol perdendo tuttavia per 4-3 contro l'Excelsior. Il primo gol in una vittoria con il N.E.C. lo segna sconfiggendo per 4-1 il Fortuna Sittard, è autore di una doppietta, prima nel pareggio per 3-3 con il Volendam, poi battendo per 3-1 l'Heracles Almelo e successivamente nel pareggio per 2-2 contro il PEC Zwolle. Segna quattro gol nella Coppa Olanda nelle vittorie contro il GVVV (6-1), il Go Ahead Eagles (2-1), l'ADO Den Haag (3-0) e il SC Cambuur (2-1). Nella sua seconda stagione il proprio rendimento è stato influenzato da vari infortuni, realizza comunque sette reti in campionato, segna un gol contro il Fortuna Sittard e il RKC Waalwijk vincendo per 3-0 entrambe le partite, realizza la rete del 1-0 che permette alla squadra di battere il PEC Zwolle e riesce a segnare una doppietta nel successo per 6-0 contro il Groningen.
Nell'edizione 2025-2026 del campionato, Ogawa nella vittoria per 5-0 contro l'Excelsior realizza due reti, una in rovesciata e un' altra con un colpo di testa.

### Nazionale
Viene convocato nella nazionale del Giappone Under-18 giocando nel 2015 in alcune partite amichevoli, segnando una rete nella vittoria per 3-1 contro la Russia Under-17, inoltre segnerà la rete del 2-0 prevalendo contro la Slovacchia Under-19, sarà autore di un altro gol nella vittoria per 3-0 contro la Bulgaria Under-19.
Giocherà nella Coppa d'Asia Under-19, segnerà un gol in tutte le partite di qualificazione nelle vittoria contro le Filippine, il Laos e l'Australia, ottenuta la qualificazione aprirà le marcature nella vittoria per 3-0 contro lo Yemen, nei quarti di finale il Giappone riuscirà a prevalere per 4-0 contro il Tajikistan, Ogawa segnerà prima una rete di testa e poi una su calcio di punizione, infine durante la finale contro l'Arabia Saudita che deciderà la vincitrice ai rigori, Ogawa calcerà il rigore del 5-3 consegnando al Giappone la sua prima vittoria del Campionato Asiatico Under-19. La vittoria consentirà di partecipare al Mondiale Under-20, Corea del Sud 2017, e con la Nazionale U-20 giapponese ha giocato una partita pre-campionato contro l'Honduras Under-20 segnando un gol nella vittoria per 3-0, invece durante il mondiale ha segnato una sola rete, nella vittoria per 2-1 contro il Sudafrica.
In Nazionale Under-23 giocherà nell'edizione 2019 del Torneo di Tolone, nella semifinale contro il Messico, riesce a segnare il gol del 2-2, e ai rigori segnerà una rete e il Giappone vincerà per 5-4, accedendo alla finale contro il Brasile, dove Ogawa segnerà la rete del 1-1 e la partita si concluderà ai rigori dove il Brasile prevarrà per 5-4. Giocherà nel campionato asiatico Under-23, dove il Giappone viene eliminato come ultima del suo girone senza ottenere nemmeno una vittoria, perdendo contro la Siria e l'Arabia Saudita, l'unico punto guadagnato è stato nel pareggio per 1-1 contro il Qatar, dove Ogawa segnerà una rete.
Nel 2019 viene convocato per la prima volta in nazionale maggiore nella partia vinta contro Hong Kong per 5-0, Ogawa metterà a segno una tripletta, con lo stesso risultato si conclude la partita contro il Bahrein il 10 settembre 2024 dove Ogawa con un tiro di testa in tap-in realizza l'ultima rete del match.

## Statistiche

### Presenze e reti nei club
Statistiche aggiornate all'11 giugno 2023.
| Stagione            | Club                | Campionato          | Campionato | Campionato | Coppe nazionali | Coppe nazionali | Coppe nazionali | Coppe continentali | Coppe continentali | Coppe continentali | Supercoppe | Supercoppe | Supercoppe | Totale | Totale |
| Stagione            | Club                | Comp                | Pres       | Reti       | Comp            | Pres            | Reti            | Comp               | Pres               | Reti               | Comp       | Pres       | Reti       | Pres   | Reti   |
| ------------------- | ------------------- | ------------------- | ---------- | ---------- | --------------- | --------------- | --------------- | ------------------ | ------------------ | ------------------ | ---------- | ---------- | ---------- | ------ | ------ |
| 2016                | Júbilo Iwata        | J1                  | 0          | 0          | CdL+CI          | 2+1             | 0               | -                  | -                  | -                  | -          | -          | -          | 3      | 0      |
| 2017                | Júbilo Iwata        | J1                  | 5          | 0          | CdL+CI          | 5+0             | 4+0             | -                  | -                  | -                  | -          | -          | -          | 10     | 4      |
| 2018                | Júbilo Iwata        | J1                  | 13+1       | 1+1        | CdL+CI          | 4+2             | 0+1             | -                  | -                  | -                  | -          | -          | -          | 20     | 3      |
| gen.-lug. 2019      | Júbilo Iwata        | J1                  | 5          | 0          | CdL+CI          | 5+0             | 0               | -                  | -                  | -                  | -          | -          | -          | 10     | 0      |
| lug.-dic. 2019      | Mito HollyHock      | J2                  | 17         | 7          | CI              | 0               | 0               | -                  | -                  | -                  | -          | -          | -          | 17     | 7      |
| 2020                | Júbilo Iwata        | J2                  | 32         | 9          | -               | -               | -               | -                  | -                  | -                  | -          | -          | -          | 32     | 9      |
| 2021                | Júbilo Iwata        | J2                  | 24         | 1          | CI              | 3               | 4               | -                  | -                  | -                  | -          | -          | -          | 27     | 5      |
| Totale Júbilo Iwata | Totale Júbilo Iwata | Totale Júbilo Iwata | 80         | 12         |                 | 22              | 9               |                    | -                  | -                  |            | -          | -          | 102    | 21     |
| 2022                | Yokohama FC         | J2                  | 41         | 26         | CI              | 0               | 0               | -                  | -                  | -                  | -          | -          | -          | 41     | 26     |
| gen.-lug. 2023      | Yokohama FC         | J1                  | 15         | 6          | CdL+CI          | 0               | 0               | -                  | -                  | -                  | -          | -          | -          | 15     | 6      |
| Totale Yokohama FC  | Totale Yokohama FC  | Totale Yokohama FC  | 56         | 32         |                 | 0               | 0               |                    | -                  | -                  |            | -          | -          | 56     | 32     |
| 2023-2024           | N.E.C.              | ED                  | 0          | 0          | CO              | 0               | 0               | -                  | -                  | -                  | -          | -          | -          | 0      | 0      |
| Totale carriera     | Totale carriera     | Totale carriera     | 153        | 51         |                 | 22              | 9               |                    | -                  | -                  |            | -          | -          | 175    | 60     |

### Cronologia presenze e reti in nazionale
| Cronologia completa delle presenze e delle reti in nazionale ― Giappone | Cronologia completa delle presenze e delle reti in nazionale ― Giappone | Cronologia completa delle presenze e delle reti in nazionale ― Giappone | Cronologia completa delle presenze e delle reti in nazionale ― Giappone | Cronologia completa delle presenze e delle reti in nazionale ― Giappone | Cronologia completa delle presenze e delle reti in nazionale ― Giappone | Cronologia completa delle presenze e delle reti in nazionale ― Giappone | Cronologia completa delle presenze e delle reti in nazionale ― Giappone |
| Data                                                                    | Città                                                                   | In casa                                                                 | Risultato                                                               | Ospiti                                                                  | Competizione                                                            | Reti                                                                    | Note                                                                    |
| ----------------------------------------------------------------------- | ----------------------------------------------------------------------- | ----------------------------------------------------------------------- | ----------------------------------------------------------------------- | ----------------------------------------------------------------------- | ----------------------------------------------------------------------- | ----------------------------------------------------------------------- | ----------------------------------------------------------------------- |
| 14-12-2019                                                              | Busan                                                                   | Giappone                                                                | 5 – 0                                                                   | Hong Kong                                                               | Coppa dell'Asia orientale 2019                                          | 3                                                                       | 84’                                                                     |
| 21-3-2024                                                               | Tokyo                                                                   | Giappone                                                                | 1 – 0                                                                   | Corea del Nord                                                          | Qual. Mondiali 2026                                                     | -                                                                       | 81’                                                                     |
| 6-6-2024                                                                | Yangon                                                                  | Birmania                                                                | 0 – 5                                                                   | Giappone                                                                | Qual. Mondiali 2026                                                     | 2                                                                       |                                                                         |
| 5-9-2024                                                                | Saitama                                                                 | Giappone                                                                | 7 – 0                                                                   | Cina                                                                    | Qual. Mondiali 2026                                                     | -                                                                       | 79’                                                                     |
| 10-9-2024                                                               | Riffa                                                                   | Bahrein                                                                 | 0 – 5                                                                   | Giappone                                                                | Qual. Mondiali 2026                                                     | 1                                                                       | 65’                                                                     |
| 10-10-2024                                                              | Gedda                                                                   | Arabia Saudita                                                          | 0 – 2                                                                   | Giappone                                                                | Qual. Mondiali 2026                                                     | 1                                                                       | 76’                                                                     |
| 15-10-2024                                                              | Saitama                                                                 | Giappone                                                                | 1 – 1                                                                   | Australia                                                               | Qual. Mondiali 2026                                                     | -                                                                       | 83’                                                                     |
| 15-11-2024                                                              | Giacarta                                                                | Indonesia                                                               | 0 – 4                                                                   | Giappone                                                                | Qual. Mondiali 2026                                                     | -                                                                       | 80’                                                                     |
| 19-11-2024                                                              | Xiamen                                                                  | Cina                                                                    | 1 – 3                                                                   | Giappone                                                                | Qual. Mondiali 2026                                                     | 2                                                                       | 77’                                                                     |
| Totale                                                                  |                                                                         | Presenze                                                                | 9                                                                       |                                                                         | Reti                                                                    | 9                                                                       |                                                                         |

| Cronologia completa delle presenze e delle reti in nazionale ― Giappone under 23 | Cronologia completa delle presenze e delle reti in nazionale ― Giappone under 23 | Cronologia completa delle presenze e delle reti in nazionale ― Giappone under 23 | Cronologia completa delle presenze e delle reti in nazionale ― Giappone under 23 | Cronologia completa delle presenze e delle reti in nazionale ― Giappone under 23 | Cronologia completa delle presenze e delle reti in nazionale ― Giappone under 23 | Cronologia completa delle presenze e delle reti in nazionale ― Giappone under 23 | Cronologia completa delle presenze e delle reti in nazionale ― Giappone under 23 |
| Data                                                                             | Città                                                                            | In casa                                                                          | Risultato                                                                        | Ospiti                                                                           | Competizione                                                                     | Reti                                                                             | Note                                                                             |
| -------------------------------------------------------------------------------- | -------------------------------------------------------------------------------- | -------------------------------------------------------------------------------- | -------------------------------------------------------------------------------- | -------------------------------------------------------------------------------- | -------------------------------------------------------------------------------- | -------------------------------------------------------------------------------- | -------------------------------------------------------------------------------- |
| 28-5-2018                                                                        | Vitrolles                                                                        | Turchia under 23                                                                 | 2 – 1                                                                            | Giappone under 23                                                                | Torneo di Tolone 2018 - 1º turno                                                 | -                                                                                | 67’                                                                              |
| 3-6-2018                                                                         | Fos-sur-Mer                                                                      | Giappone under 23                                                                | 1 – 1                                                                            | Canada under 23                                                                  | Torneo di Tolone 2018 - 1º turno                                                 | -                                                                                | 46’                                                                              |
| 14-11-2018                                                                       | Dubai                                                                            | Uzbekistan under 23                                                              | 2 – 2                                                                            | Giappone under 23                                                                | Amichevole                                                                       | 2                                                                                | 81’                                                                              |
| 17-11-2018                                                                       | Dubai                                                                            | Giappone under 23                                                                | 5 – 0                                                                            | Kuwait under 23                                                                  | Amichevole                                                                       | 1                                                                                | 78’                                                                              |
| 20-11-2018                                                                       | Dubai                                                                            | Emirati Arabi Uniti under 23                                                     | 1 – 1                                                                            | Giappone under 23                                                                | Amichevole                                                                       | -                                                                                | 46’                                                                              |
| 1-6-2019                                                                         | Aubagne                                                                          | Inghilterra under 23                                                             | 1 – 2                                                                            | Giappone under 23                                                                | Torneo di Tolone 2019 - 1º turno                                                 | -                                                                                |                                                                                  |
| 7-6-2019                                                                         | Fos-sur-Mer                                                                      | Portogallo under 23                                                              | 1 – 0                                                                            | Giappone under 23                                                                | Torneo di Tolone 2019 - 1º turno                                                 | -                                                                                | 62’                                                                              |
| 12-6-2019                                                                        | Aubagne                                                                          | Giappone under 23                                                                | 2 – 2 dts (5 – 4 dtr)                                                            | Messico under 23                                                                 | Torneo di Tolone 2019 - Semifinale                                               | 1                                                                                | 55’                                                                              |
| 15-6-2019                                                                        | Salon-de-Provence                                                                | Brasile under 23                                                                 | 1 – 1 dts (5 – 4 dtr)                                                            | Giappone under 23                                                                | Torneo di Tolone 2019 - Finale                                                   | 1                                                                                | 81’                                                                              |
| 6-9-2019                                                                         | Celaya                                                                           | Messico under 23                                                                 | 0 – 0                                                                            | Giappone under 23                                                                | Amichevole                                                                       | -                                                                                | 57’                                                                              |
| 9-9-2019                                                                         | Chula Vista                                                                      | Stati Uniti under 23                                                             | 2 – 0                                                                            | Giappone under 23                                                                | Amichevole                                                                       | -                                                                                | 61’                                                                              |
| 14-10-2019                                                                       | Recife                                                                           | Brasile under 23                                                                 | 2 – 3                                                                            | Giappone under 23                                                                | Amichevole                                                                       | -                                                                                |                                                                                  |
| 17-11-2019                                                                       | Hiroshima                                                                        | Giappone under 23                                                                | 0 – 2                                                                            | Colombia under 23                                                                | Amichevole                                                                       | -                                                                                | 46’                                                                              |
| 9-1-2020                                                                         | Rangsit                                                                          | Giappone under 23                                                                | 1 – 2                                                                            | Arabia Saudita under 23                                                          | Coppa d'Asia AFC Under-23 2020                                                   | -                                                                                | 72’                                                                              |
| 15-1-2020                                                                        | Bangkok                                                                          | Qatar under 23                                                                   | 1 – 1                                                                            | Giappone under 23                                                                | Coppa d'Asia AFC Under-23 2020                                                   | 1                                                                                |                                                                                  |
| Totale                                                                           |                                                                                  | Presenze                                                                         | 15                                                                               |                                                                                  | Reti                                                                             | 6                                                                                |                                                                                  |

## Palmarès

### Club

#### Competizioni nazionali
- J2 League: 1

Júbilo Iwata: 2021

### Nazionale
- Coppa d'Asia Under-19: 1

2016

### Individuale
- Capocannoniere della J2 League: 1

2022 (26 gol)